# کد پستی

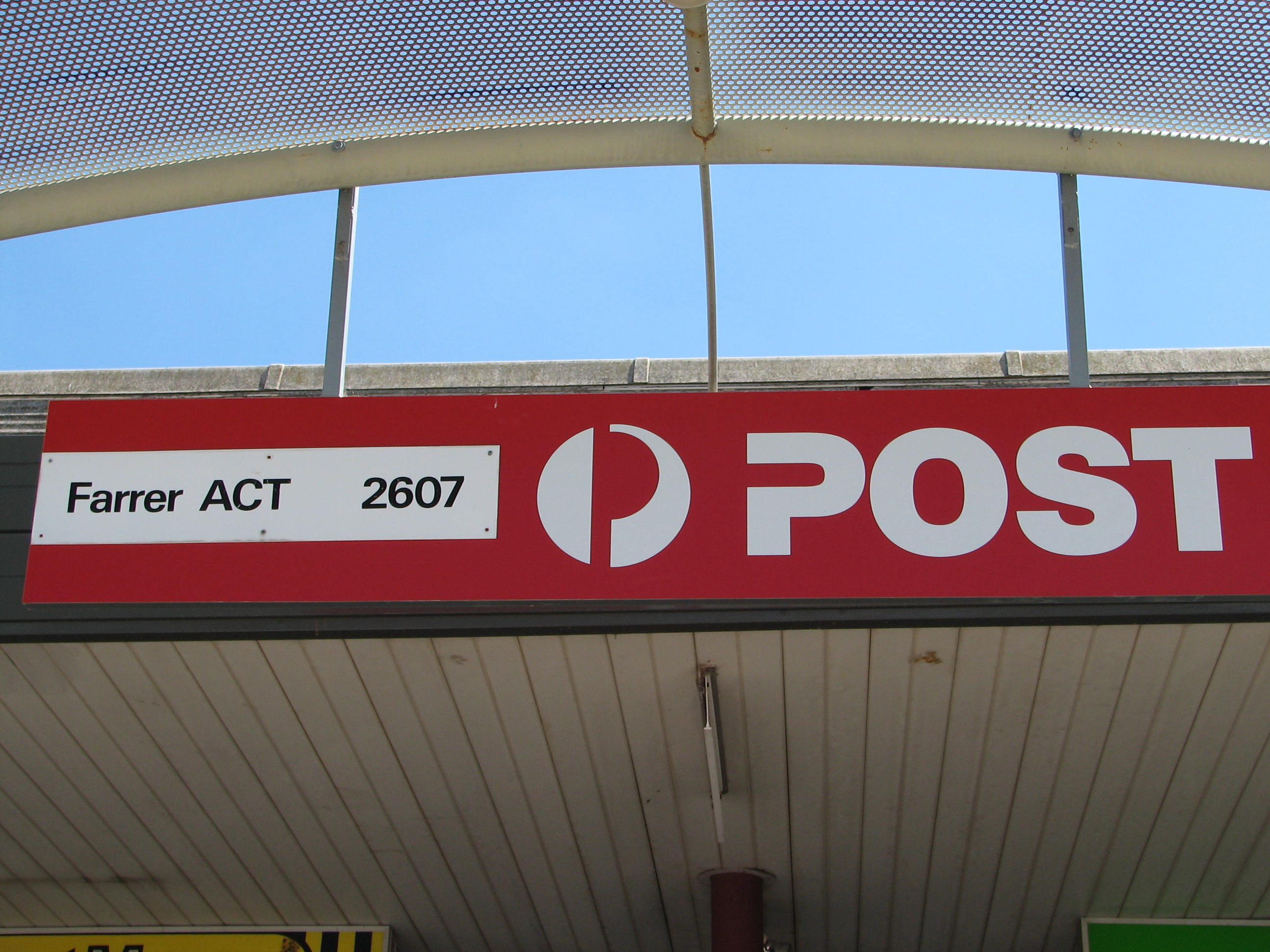
درج کدپستی بیرون یک مرکز پست در استرالیا

در ایران کدپستی عددی ۱۰ رقمی‌ست که ۵ رقم اول نشانگر کد رهسپاری (مشخصه شهر مقصد) و ۵ رقم دوم بیانگر کد توزیع (مشخصه مکانی مقصد) است . کدپستی برای مشخص کردن یک آدرس پستی و به تبع آن مرتب کردن نامه‌های ارسالی وضع می‌شوند.
در فوریه ۲۰۰۵ از ۱۹۰ کشور عضو اتحادیه جهانی پست ۱۱۷ کشور کدپستی داشتند ایرلند و پاناما کدپستی ملی ندارند.